# Hugo Mienandi
Hugo Mienandi (Trappes, 23 maggio 2003) è un cestista francese.

## Carriera

### Nazionale
Nel 2022 ha partecipato, con la Francia under 20, agli Europei di categoria, conclusi al quinto posto finale.